# Lluís Villanueva
Lluís Xavier Villanueva (n. Sabadell, de la provincia de Barcelona, 26 de marzo de 1967) es un actor català.

## Biografía
En 1991, se licenció en arte dramático por el Instituto de Teatro de Barcelona y en filosofía por la Universidad Autónoma de Barcelona. Ocho años después haría su debut en televisión en Plats Bruts y en el especial de Fin de Año Això s'acaba. Ha trabajado también en cine y teatro, interpretando papeles tanto en español como en catalán.

## Filmografía
- Lisístrata (2002)
- Antonio Antagónico (2003)
- Soldados de Salamina (2003)
- Otro día (2003)
- La soledad (2007)
- 7 pasos y medio (2009)
- Que se mueran los feos (2010)
- Fènix 11:23 (2012)
- Volare (TV Movie, TV3, 2012)
- Los últimos días (2013)

## Series
- Això s'acaba (1999)
- Plats Bruts (72 episodios, 1999 - 2002)
- Abuela de verano (1 episodio, 2005)
- Jet lag (1 episodio, 2006)
- Porca misèria (34 episodios, 2005 - 2007)
- Zoo (22 episodios, 2008)
- Doctor Mateo (9 episodios, 2009 - 2010)
- La sagrada família (15 episodios, 2010)
- BuenAgente (1 episodio, 2011)
- La Riera (2013 - 2017)
- Benvinguts a la familia (2018-2019)
- Gente Hablando (2020)
- Valeria (1 episodio, 2020)
- Moebius (10 episodios, 2021)

## Teatro
- El nombre (2013)
- Políticamente incorrecto (2011)
- Lluny de Nuuk (2010)
- A mi no me digas amor (2010)
- M de Mortal (2010)
- Tirante el Blanco (2009)
- Plataforma (2006)
- Peer Gynt (2006)
- El rey Lear (2004)
- Via Gagarin (2003)
- Woyzeck (2001)
- Hamlet (1999)
- Enredos (1997)
- El avaro (1996)